# Осмотическа енергия
Осмотическа енергия е вид възобновяема енергия, на практика една от най-чистите, която генерира енергия, след като отчете разлика между сладка и солена вода.

## История
Методът за получаване на осмотическа енергия е патентован през 1973 от американския учен професор Сизни Льоб. Идеята на професора е дошла при провеждането на експерименти между река Йордан и Мъртво море в Израел. Първата станция е построена в Осло, от норвежката компания Статкрафт. Централата е на площ от 2000 m² и произвежда енергия с мощност 1-2 W/m².

## Принцип на действие
Осмозата е основен биологичен процес, при който разтворител (в случая – вода) преминава от по-ниско концентриран разтвор (сладководната вода) през полупропусклива мембрана към по-концентрирания (със сол) разтвор (морската вода). Енергията се получава при увеличаване на ентропията при сливането на двете течности.